# Ein Mädchen namens Lay Lay
Ein Mädchen namens Lay Lay (Originaltitel: That Girl Lay Lay) ist eine US-amerikanische Comedyserie, die von David A. Arnold geschaffen wurde. Die Premiere der Serie fand am 23. September 2021 auf dem US-amerikanischen Sender Nickelodeon statt. Im deutschsprachigen Raum erfolgte die Erstveröffentlichung der Serie am 28. Januar 2022 durch Netflix.

## Handlung
Sadie hat Schwierigkeiten, sich in der Schule durchzusetzen, und braucht eine beste Freundin, mit der sie reden kann. Sie wünscht sich, dass Lay Lay, ein künstlich intelligenter Avatar aus einer App zur persönlichen Bestätigung, echt wäre und ihr zeigen könnte, wie man auffällt. Als ihr Wunsch in Erfüllung geht und Lay Lay auf magische Weise zum Leben erweckt wird, müssen die beiden das Leben als Teenager meistern und entdecken, wer sie wirklich sind, während sie gleichzeitig versuchen, Lay Lay's Identität geheim zu halten.

## Produktion
Am 18. März 2021 wurde That Girl Lay Lay von Nickelodeon für 13 Episoden in Serie geschickt. Die Hauptrolle spielt Alaya High, die auch als Lay Lay bekannt ist. Die Serie wurde von David A. Arnold entwickelt, der auch als Showrunner fungiert, und wird von Will Packer Productions produziert. Die Produktion der Serie begann im Sommer 2021. David A. Arnold, Will Packer, Carolyn Newman, John Beck und Ron Hart fungieren als ausführende Produzenten. Am 2. Juli 2021 wurde bekannt gegeben, dass Gabrielle Nevaeh Green als Sadie, Peyton Perrine III als Marky, Tiffany Daniels als Trish, Thomas Hobson als Bryce und Caleb Brown als Jeremy der Hauptbesetzung beigetreten sind. Am 26. August 2021 wurde bekannt gegeben, dass die Serie am 23. September 2021 Premiere haben wird. Die ursprüngliche Deutsche Erstveröffentlichung die am 21. Januar 2022 auf Netflix stattfinden sollte, wurde auf den 28. Januar 2022 verschoben. Am 28. Januar 2022 wurde die Serie um eine zweite Staffel verlängert. Am 24. Juni 2022 gab Nickelodeon bekannt, dass die zweite Staffel am 14. Juli 2022 auf Nickelodeon Premiere feiern wird. Am 14. Juli 2022 feierte die zweite Staffel Premiere auf Nickelodeon mit einem ein Stündigen Event.

## Besetzung und Synchronisation
Die deutschsprachige Synchronisation entstand nach den Dialogbüchern sowie unter der Dialogregie von Matthias Müntefering durch die Synchronfirma RRP Media in Berlin.

### Hauptbesetzung
| Figur                           | Darsteller             | Deutscher Sprecher |
| ------------------------------- | ---------------------- | ------------------ |
| Lay Lay                         | That Girl Lay Lay      | Emilia Raschewski  |
| Sadie Alexander                 | Gabrielle Nevaeh Green | Julia Bautz        |
| Trish Alexander                 | Tiffany Daniels        | Laurine Betz       |
| Bryce Alexander                 | Thomas Hobson          | Julian Tennstedt   |
| Marky Alexander                 | Peyton Perrine III     | Nikita Steinert    |
| Marky Alexander (ab 2. Staffel) | Peyton Perrine III     | Joshua Waga        |
| Jeremy Miller                   | Caleb Brown            | Nando Schmitz      |

## Episodenliste
Die Episoden sind nach Ausstrahlungsreihenfolge in den USA sortiert, da es bei der Produktionsreihenfolge oftmals zu Anschlussfehlern kommt.

### Staffel 1
| Nr. (ges.) | Nr. (St.) | Deutscher Titel              | Originaltitel                        | Erstausstrahlung (USA) | Deutschsprachige Erstveröffentlichung (D/A/CH) | Regie                 | Drehbuch                                |
| --- | --------- | ---------------------------- | ------------------------------------ | ---------------------- | ---------------------------------------------- | --------------------- | --------------------------------------- |
| 1 | 1         | Aus der App                  | Out the App                          | 23. Sep. 2021          | 28. Jan. 2022                                  | Wendy Faraone         | David A. Arnold                         |
| Sadie wünscht sich, dass ihr Handy-Avatar Lay Lay echt wäre, was Lay Lay auf magische Weise zum Leben erweckt. Nun, da sie in der realen Welt ist, beschließt Lay Lay, ihre eigenen Erfahrungen als Teenager zu machen, und schreibt sich in der örtlichen Schule ein. Mit ihrem angeborenen Charme überredet Lay Lay Sadie, sie aus ihrem Versteck herauszulassen. |           |                              |                                      |                        |                                                |                       |                                         |
| 2 | 2         | Lay Lay lügt lügt            | Lay Lay Lies Lies                    | 30. Sep. 2021          | 28. Jan. 2022                                  | Wendy Faraone         | Emily Winter und William Luke Schreiber |
| Lay Lay lernt, wie man mit Notlügen umgeht, und treibt es auf die Spitze, indem sie beschließt, das Familienessen zu kochen, obwohl sie keine Ahnung vom Kochen hat. Marky versucht mit der Hilfe von Bryce, den nächsten möglichen Jingle-Auftritt ihrer Eltern auszunutzen, um schnelles Geld zu machen.                                                          |           |                              |                                      |                        |                                                |                       |                                         |
| 3 | 3         | Lay Lay gibt Gas             | You-Go-Girl-Kart                     | 7. Okt. 2021           | 28. Jan. 2022                                  | Wendy Faraone         | Desia Gore                              |
| Lay Lay und Sadie treten einem Autoclub bei, in der Hoffnung, ein schnelles und schickes Fahrzeug zu bauen. Marky und Jeremy versuchen, Tiffany dazu zu bringen, für ihre neue Erfindung, das automatische Ausblasen von Kerzen, zu werben. |           |                              |                                      |                        |                                                |                       |                                         |
| 4 | 4         | Lay Lay die Legendäre        | Lay Lay the Legendary                | 14. Okt. 2021          | 28. Jan. 2022                                  | Leonard R. Garner Jr. | Randi Barnes                            |
| Lay Lay, Jeremy und Sadie fahren gemeinsam ins Zaubercamp. Dort merkt Lay Lay schnell, dass sie mit ihren Avatarkräfte vorführen kann, aber Sadie hält das für einen Betrug und es ist nur eine Frage der Zeit, bis Lay Lay erwischt wird. |           |                              |                                      |                        |                                                |                       |                                         |
| 5 | 5         | Der Geist von Old Man Packer | Ha-Lay-Lay-Ween                      | 21. Okt. 2021          | 28. Jan. 2022                                  | Jody Margolin Hahn    | Randi Barnes                            |
| Halloween steht vor der Tür! Lay Lay und Sadie werden von Tiffany aufgefordert, die Nacht in der Schule zu verbringen, um zu beweisen, dass der Geist von Old Man Packer nicht existiert, oder doch? |           |                              |                                      |                        |                                                |                       |                                         |
| 6 | 6         | Ein neuer Jingle             | BoomBox Burger Bop                   | 28. Okt. 2021          | 28. Jan. 2022                                  | Leonard R. Garner Jr. | Anthony Hill                            |
| Es ist das 10-jährige Jubiläum des BoomBox Burger und Trish & Bryce erfahren, dass Laden ersetzt werden soll. Lay Lay und Sadie sind besorgt, dass sie ihre Kreativität verloren haben und versuchen, das Vertrauen ihrer Eltern zu stärken, indem sie ihnen einen neuen Sound geben.                                                                               |           |                              |                                      |                        |                                                |                       |                                         |
| 7 | 7         | Ha-Lay-Lay-Lujah!            | Ha-Lay-Lay-Lujah                     | 4. Nov. 2021           | 28. Jan. 2022                                  | Leonard R. Garner Jr. | Angel Hobbs                             |
| Sadie, Lay Lay und Sadies Familie gehen zu ihrem monatlichen Besuch in die Kirche. Sadie will allen zeigen, dass sie bereit ist, Junior-Diakonin zu werden, während Lay Lay mit ihren Schuldgefühlen kämpft, weil sie Bryces Spezielles Eis gegessen hat. |           |                              |                                      |                        |                                                |                       |                                         |
| 8 | 8         | Ein Junge namens Dylan       | That Dude Dylan                      | 11. Nov. 2021          | 28. Jan. 2022                                  | Kim Fields            | Desia Gore                              |
| BoomBox Burger veranstaltet einen Rap-Wettbewerb, an dem Lay Lay teilnimmt und sich sehr darauf freut, ihr Talent zu zeigen! Doch Young Dylan spielt Lay Lay und Sadie in die Karten, denn er beeindruckt alle mit seinen beeindruckenden Rap-Skills. Also versuchen Lay Lay und Sadie, Geheimnisse über Dylan herauszufinden, um die Oberhand zu gewinnen.         |           |                              |                                      |                        |                                                |                       |                                         |
| 9 | 9         | Clowns                       | Mozzarella Heads                     | 11. Nov. 2021          | 28. Jan. 2022                                  | Kim Fields            | John D. Beck und Ron Hart               |
| Damit Lay Lay und Sadie etwas Geld für ein Videospiel verdienen können, werden sie als Geburtstagsclowns angeheuert. Als Marky bemerkt, dass die beiden Naturtalente sind, sieht er eine Gelegenheit, Geld zu verdienen und bietet sich als ihr Manager an. |           |                              |                                      |                        |                                                |                       |                                         |
| 10 | 10        | Das große Haar-Abenteuer     | Lay Lay & Sadie's Big Hair Adventure | 18. Nov. 2021          | 28. Jan. 2022                                  | Leonard R. Garner Jr. | Angel Hobbs                             |
| Lay Lay geht bei einem Streich zu weit und verschüttet eine klebrige Masse auf Sadies Haar. Also müssen sie es in Ordnung bringen, bevor sie zu einem Konzert gehen müssen. Markys neuestes finanzielles Projekt geht schief, als er versehentlich Skorpione ins Haus lässt.                                                                                        |           |                              |                                      |                        |                                                |                       |                                         |
| 11 | 11        | Mach Platz für Lay Lay       | Make Room For Lay Lay                | 25. Nov. 2021          | 28. Jan. 2022                                  | Jody Margolin Hahn    | David A. Arnold                         |
| Lay Lay will sich in ihrem gemeinsamen Schlafzimmer mit Sadie profilieren, aber wie es sich für Lay Lay gehört, geht sie einen Schritt zu weit und ihr Bling geht über das Praktische hinaus. |           |                              |                                      |                        |                                                |                       |                                         |
| 12 | 12        | Fröh-Lay-Lay-che Weihnachten | Fa-La-La-La-La-La-La-Lay Lay         | 2. Dez. 2021           | 28. Jan. 2022                                  | Wendy Faraone         | Emily Winter und William Luke Schreiber |
| Lay Lay's erstes Weihnachten steht vor der Tür und sie nimmt an den Traditionen der Familie Alexander teil. Doch die Dinge gehen schief, als sich die Familie bei einem Geschenketreffen freiwillig meldet und Lay Lay versehentlich Bryces geliebte Gitarre verschenkt.                                                                                            |           |                              |                                      |                        |                                                |                       |                                         |
| 13 | 13        | Oma Fae Fae und Lay Lay      | Granny Fae Fae & Lay Lay             | 9. Dez. 2021           | 28. Jan. 2022                                  | Morenike Joela Evans  | John D. Beck und Ron Hart               |
| Nach einem missglückten Streich versuchen Sadie und Lay Lay den Direktor Willingham davon zu überzeugen, dass Sadie Lay Lay's Großmutter ist, um an einem Elternabend teilnehmen zu können. |           |                              |                                      |                        |                                                |                       |                                         |

### Staffel 2
| Nr. (ges.) | Nr. (St.) | Deutscher Titel                    | Originaltitel                                 | Erstausstrahlung (USA) | Deutschsprachige Erstveröffentlichung (D/A/CH) | Regie                  | Drehbuch                                |
| --- | --------- | ---------------------------------- | --------------------------------------------- | ---------------------- | ---------------------------------------------- | ---------------------- | --------------------------------------- |
| 14 | 1         | Das muss eine Störung sein: Teil 1 | Ain't That a Glitch: Part 1                   | 14. Juli 2022          | 23. Feb. 2023                                  | Wendy Faraone          | David A. Arnold                         |
| Nachdem Markey herausgefunden hat, dass Lay Lay ein Avatar aus einer App ist, stresst er die Mädchen zu sehr, weshalb Lay Lay zu einem Bug wird. Jetzt müssen Sadie und Markey einen Weg finden, um Lay Lay wieder zu reparieren. Währenddessen müssen sich die beiden Mädchen auf einen Auftritt bei einer Award-Show vorbereiten. |           |                                    |                                               |                        |                                                |                        |                                         |
| 15 | 2         | Das muss eine Störung sein: Teil 2 | Ain't That a Glitch: Part 2                   | 14. Juli 2022          | 23. Feb. 2023                                  | Wendy Faraone          | John D. Beck und Ron Hart               |
| Nachdem Markey herausgefunden hat, dass Lay Lay ein Avatar aus einer App ist, stresst er die Mädchen zu sehr, weshalb Lay Lay zu einem Bug wird. Jetzt müssen Sadie und Markey einen Weg finden, um Lay Lay wieder zu reparieren. Währenddessen müssen sich die beiden Mädchen auf einen Auftritt bei einer Award-Show vorbereiten. |           |                                    |                                               |                        |                                                |                        |                                         |
| 16 | 3         | Die Burger-Spiele                  | The Burger Games                              | 21. Juli 2022          | 23. Feb. 2023                                  | Wendy Faraone          | Randi Barnes                            |
| Lay Lay fühlt sich von dem neuen Schüler Cobo bedroht. Als Cobo sich für einen Job bei BoomBox Burger bewirbt, möchte Lay Lay sich ebenfalls bewerben, um ihm zu beweisen, dass sie besser ist. Dies führt zu den "Burger-Spielen", einem Wettbewerb, bei dem die Fähigkeiten der beiden auf die Probe gestellt werden              |           |                                    |                                               |                        |                                                |                        |                                         |
| 17 | 4         | Lay Lay im Beautyshop              | Lay Lay's Beauty Shop Day Day                 | 28. Juli 2022          | 23. Feb. 2023                                  | Wendy Faraone          | Desia Gore                              |
| Das erste Mal begleiten Lay Lay und Sadie, Trish bei ihrem festen Termin im Schönheitssalon. Als Lay Lay den ganzen Tee verschüttet, müssen sie und Sadie die große Sauerei wieder aufräumen, damit Trish nicht aus dem Salon ausgeschlossen wird.                                                                                  |           |                                    |                                               |                        |                                                |                        |                                         |
| 18 | 5         | Lay Lay bekommt ein Haustier       | Lay Lay Gets a Pet                            | 4. Aug. 2022           | 23. Feb. 2023                                  | Kim Fields             | Emily Winter und William Luke Schreiber |
| Als Lay Lay und Sadie sehen, dass Cobo eine coole Schlange als Haustier hat, beschließen die beiden, dass es für die Familie Alexander an der Zeit, sich selber ein einzigartiges Haustier anzuschaffen. |           |                                    |                                               |                        |                                                |                        |                                         |
| 19 | 6         | Abenteuer in Cleveland             | Dylan and Rebecca's Cleve-Land-Land Adventure | 11. Aug. 2022          | 23. Feb. 2023                                  | Jody Margolin Hahn     | Desia Gore                              |
| Dylan und seine Cousine Rebecca kommen ein weiteres Mal zu Besuch als Rebecca und Sadie sich der Präsentation der neuen Version ihres Lieblingsspiels anschließen. Währenddessen werben Dylan und Lay Lay ihre Musik an, um auf den Soundtrack des Spiels zu kommen.                                                                |           |                                    |                                               |                        |                                                |                        |                                         |
| 20 | 7         | Fami-Lay-Lay-ien-Treffen           | Fami-Lay-Lay-Reunion                          | 18. Aug. 2022          | 23. Feb. 2023                                  | Leonard R. Garner Jr.  | Angel Hobbs                             |
| Bryces verwandte kommen zum jährlichen Familientreffen der Alexanders. Sadie ist nun endlich alt genug, um in der Küche helfen zu dürfen. Lay Lay ist der festen Überzeugung, dass ein Freund der Familie namens Ray Ray ein Avatar ist, genau so wie sie.                                                                          |           |                                    |                                               |                        |                                                |                        |                                         |
| 21 | 8         | Lay Lay rappt                      | Bars                                          | 29. Sep. 2022          | 23. Feb. 2023                                  | Jody Margolin Hahn     | Freddie Gutierrez                       |
| An der East Packer High ist eine Talentshow und Sadie spürt den Druck, die Veranstaltung zu leiten. Lay Lay ist der festen Überzeugung, dass ihr Song ein großer Hit für die Show sein wird, bis sie einen großen Musikproduzenten trifft, der ihren Schreibstil in Frage stellt.                                                   |           |                                    |                                               |                        |                                                |                        |                                         |
| 22 | 9         | Ein voll verrückter Freitag        | Freaky Fri-Day-Day                            | 13. Okt. 2022          | 23. Feb. 2023                                  | Leonard R. Garner Jr.  | David A. Arnold                         |
| Als Lay Lay und Sadie eine Handy-App nutzen, welche ihre Gesichter tauscht, werden ihre Körper getauscht und die beiden sind gezwungen, dass Leben des anderen, für einen ganzen Tag zu leben, bevor sie das Problem lösen können.                                                                                                  |           |                                    |                                               |                        |                                                |                        |                                         |
| 23 | 10        | Lay Lay tanzt aus der Reihe        | Lay Lay's Line Line Dance Dance               | 20. Okt. 2022          | 23. Feb. 2023                                  | Leonard R. Garner Jr.  | Randi Barnes                            |
| Sadie hat eine Interesse für Country-Musik-Tanzwettbewerbe, als Lay Lay sich darüber lustig macht, fühlt sie sich aber vernachlässigt, weil Sadie ohne sie zu dem Wettbewerb geht. |           |                                    |                                               |                        |                                                |                        |                                         |
| 24 | 11        | Lay Lays Par-Tay-Tay               | Lay Lay's Par-Tay-Tay                         | 27. Okt. 2022          | 23. Feb. 2023                                  | Kelly Elizabeth Jensen | Emily Winter und William Luke Schreiber |
| Lay Lay und Sadie geben vor der Schule ihre erste Party bekannt, welche ein großer Hit werden soll und das die beiden die Good Newz Girls für einen Auftritt gebucht haben. Jetzt müssen sie diese Idee nur noch in die Tat umsetzen.                                                                                               |           |                                    |                                               |                        |                                                |                        |                                         |
| 25 | 12        | Dates sind die halbe Miete         | How Zelda Got Her Groove Back Back            | 15. Dez. 2022          | 23. Feb. 2023                                  | Wendy Faraone          | Freddie Gutierrez                       |
| Die beiden müssen für Direktorin Willingham ein Date finden, damit sie den Schulball genehmigt bekommen. Aber die beiden sind sich nicht einig, wer ihr Date werden soll. Getrennt machen sie sich auf den Weg, um zu beweisen, wer Recht hat.                                                                                      |           |                                    |                                               |                        |                                                |                        |                                         |
| 26 | 13        | Die App kommt zurück               | The App Came Back                             | 25. Dez. 2022          | 23. Feb. 2023                                  | Evelyn Belasco         | John D. Beck und Ron Hart               |
| Ilana die Schöpferin von Lay Lays Avatar, besucht Sadie um einige Einstellungen der App zu ändern. Diese Lay Lays Persönlichkeit jedoch ins Negative drehen. Sadie versucht, die positive Einstellung ihrer Freundin wiederherzustellen, während sie die Technikerin davon überzeugt, die App nicht ganz abzuschalten.              |           |                                    |                                               |                        |                                                |                        |                                         |
| 27 | 14        | –                                  | The Packer Packer Bowl                        | 16. Feb. 2023          | –                                              | Wendy Faraone          | John D. Beck und Ron Hart               |
| 28 | 15        | –                                  | Sorori-Tay-Tay                                | 23. Feb. 2023          | –                                              | Kim Fields             | Angel Hobbs                             |
| 29 | 16        | –                                  | Beastie Pie                                   | 2. März 2023           | –                                              | Wendy Faraone          | John D. Beck und Ron Hart               |
| 30 | 17        | –                                  | Bringing Down the House House                 | 9. März 2023           | –                                              | Natalie Van Doren      | Randi Barnes                            |
| 31 | 18        | –                                  | Bring It On                                   | 16. März 2023          | –                                              | Evelyn Belasco         | Desia Gore                              |
| 32 | 19        | –                                  | Lay Lay's Little Little                       | 23. März 2023          | –                                              | Morenike Joela Evans   | Sandra Oyeneyin                         |
| 33 | 20        | –                                  | Judge Lay Lay                                 | 30. März 2023          | –                                              | Leonard R. Garner Jr.  | David A. Arnold                         |
| 34 | 21        | –                                  | Lay Lay Gets Ready to Rumble Rumble           | 6. Apr. 2023           | –                                              | Kim Fields             | Freddie Gutierrez                       |
| 35 | 22        | –                                  | Ask Away-Way with Lay Lay                     | 13. Apr. 2023          | –                                              | Evelyn Belasco         | Angel Hobbs                             |
| 36 | 23        | –                                  | Those Girls Lay Lay                           | 18. Feb. 2024          | –                                              | Leonard R. Garner Jr.  | Desia Gore                              |
| 37 | 24        | –                                  | Sooth-Sadie                                   | 21. Feb. 2024          | –                                              | Morenike Joela Evans   | Emily Winter & William Luke Schreiber   |
| 38 | 25        | –                                  | Lay Lay Goes Away-Way                         | 21. Feb. 2024          | –                                              | Wendy Faraone          | David A. Arnold                         |
| 39 | 26        | –                                  | Out the App 2: E-Lay-Lay-tric Boogaloo        | 28. Feb. 2024          | –                                              | Wendy Faraone          | John D. Beck & Ron Hart                 |
| 40 | 27        | –                                  | Granny Fae Fae's Back to Play Play            | 6. März 2024           | –                                              | Gwenn Victor           | Mariah Rochelle Smith                   |
| 41 | 28        | –                                  | School of Rap                                 | 6. März 2024           | –                                              | John D. Beck           | Alice Gammill                           |
| 42 | 29        | –                                  | One Mo Bo                                     | 13. März 2024          | –                                              | Natalie Van Doren      | Angel Hobbs                             |
| 43 | 30        | –                                  | Adventures in Parent-Sitting                  | 13. März 2024          | –                                              | Evelyn Belasco         | Warren Hutcherson                       |
| 44 | 31        | –                                  | Powers to the People                          | 20. März 2024          | –                                              | Jody Margolin Hahn     | Sandra Oyeneyin                         |
| 45 | 32        | –                                  | Toothaches and CHOFMA Breaks                  | 20. März 2024          | –                                              | Evelyn Belasco         | Freddie Gutierrez                       |